# كينيث س. ديفيس
كينيث س. ديفيس (بالإنجليزية: Kenneth C. Davis)‏ هو مؤرخ وكاتب أمريكي، ولد في 1954 في ماونت فيرنون في الولايات المتحدة.